# جوتاي
جوتاي (بالبرتغالية: Jutaí‏) هي بلدية تقع في البرازيل في الأمازون (ولاية).[بحاجة لمصدر] يقدر عدد سكانها بـ 17,964 نسمة ومساحتها 69,552 كم2 وترتفع عن سطح البحر 70 متر.